# Антонюк Анатолій Іванович
Анато́лій Іва́нович Антоню́к (нар. 18 травня 1952, Коцюри) — український актор і режисер, Заслужений артист України.

## Біографія
Народився в селі Коцюри (Волинська обл.).
- В 1971 році закінчив театральну студію при Київському українському драматичному театрі ім. І. Я. Франка (майстер курсу Б. Мешкіс)[2], отримав диплом зі спеціальності «актор драматичного театру».[3]
- З 1971 по 1975 р. працював актором в Харківському театрі ім. Т. Г. Шевченка.[2]
- З 1976 по 1992 р. працював в Одеському українському музично-драматичному театрі ім. Жовтневої революції.[2]
- В 1986 році закінчив режисерський факультет Московського театрального училища імені Б. В. Щукіна (майстер курсу О. Поламішаєв).[2]
- З 2002 року працює режисером і актором в Одеському російському драматичному театрі[4].
- З 2007 року викладає в Одеському театрально-художньому училищі.[5]

## Творча діяльність
Антонюк Анатолій Іванович, як актор, зіграв понад 75 ролей у театрі:

### Ролі в театрі
- Самозванець у виставі «Борис Годунов» О. С. Пушкіна;
- Скапен у виставі «Витівки Скапена» Мольєра;
- Сани в спектаклі по роману М. П'юзо «Хрещений батько»;
- Лопахін у комедії А. П. Чехова «Вишневий сад»;
- Дорн в п'єсі А. П. Чехова «Чайка»;
- Професор Серебряков в п'єсі А. П. Чехова «Дядя Ваня»;
- Урсус у виставі за романом В. Гюго «Людина, яка сміється»;
- Пан де Реналь в спектаклі по роману Стендаля «Червоне і чорне»,
- Гнат («Безталанна» І. Карпенка-Карого),
- Перелесник («Лісова пісня» Лесі Українки),
- Самозванець («Борис Годунов» О. Пушкіна),
- Гриць («У неділю рано зілля копала» В. Василька за О. Кобилянською),
- Мишко Земцов («Жорстокі ігри» О. Арбузова),
- Мебіус («Фізики» Ф. Дюрренматта),
- Бобров («Трійка» Ю. Едліса),
- Олексій («Мурлін Мурло» М. Коляди),
- Борманталь («Собаче серце» М. Булгакова),
- Борис («Провінціалки» Я. Стельмаха),
- Соні Корлеоне («Хрещений батько» за М. П'юзо),
- Скапен («Витівки Скапена» Ж.-Б. Мольєра) та ін.

### Ролі в кіно[7]
- Грегорі, «Вітер над містом» (1996)
- полковник Черемной, «Олександрівський сад — 2» (2007)
- епізод, «Іван Подушкін, Джентльмен сиску — 2» (фільм 2 «Алі-Баба і 40 розбійниць») (2007)
- генерал, «Ліквідація» (2007)
- батько Ніни, «Батько за наймом» (2007)
- епізод, «Стріляй, негайно!» (2008)
- генерал Георгій Русаков, «Заяць, жарений по-берлінськи» (2011)
- Мащенко, «Саранча» (2013)
- Гена-гуцул, «Шулер» (2013)
- майор НКВС, «До побачення, хлопчики» (2014)
- водій автобусу «Анка з Молдаванки» (2015)

### Режисерські роботи[6][1]
- «Біда від ніжного серця» Ф. Соллогуб;
- «Яношик і Королівна» А. Школьника;
- «Два клени» Є. Шварца;
- «Фізики» Ф. Дюрренматта;
- «Отак загинув Гуска» М. Куліша;
- «Каса маре» І. Друце;
- «Смачного, тигре» Д. Біссет (в Російському і Українському театрах);
- «Чарівник Смарагдового міста» А. Волкова;
- «Що трапилося в зоопарку» Е. Олбі;
- «Декамерон» Д. Боккаччо;
- «Барбі, спасибі!» За мотивами п'єси П. Бомарше;
- «Ведмідь» А. П. Чехова;
- «Ігри на задньому дворі» Е. Мазія;
- «Квартет» Р. Харвуд;
- «Не залишай мене!» А. Дударєва;
- «Романтичний вік» А. Мілна;
- «Рецепт кохання» А. П. Чехова;
- «Дорога Олена Сергіївна» Л. Розумовської.

В оперній студії Одеської музичної академії імені А. В. Нежданової (сцени та акти опер):
- «Богема» Дж. Пуччіні;
- «Травіата» Д. Верді;
- «Євгеній Онєгін» П. І. Чайковський;
- «Катерина» М. М. Аркас;
- «Запорожець за Дунаєм» С. С. Гулак-Артемовський;
- «Наталка-Полтавка» М. В. Лисенко.

До 65-річчя Великої Перемоги у Великій Вітчизняній  війні під керівництвом Анатолія Івановича було поставлено виставу «А зорі тут тихі» на музику композитора К. Молчанова (2009—2010).
У 2011 році був поставлений спектакль «Попелюшка» на музику Дж. Россіні.

## Нагороди
- Звання «Заслужений артист УРСР».[3] (1979)